# Cleveland Orchestra
Das Cleveland Orchestra ist ein Symphonieorchester mit Sitz in Cleveland, Ohio. Seit der Gründung im Jahr 1918 war das Orchester in zahlreichen Rundfunk- und Schallplatteneinspielungen zu hören. Es wird zu den Big Five, den fünf größten Symphonieorchestern der USA, gezählt und gilt darunter als das „europäischste“. Derzeit leitet Franz Welser-Möst als Chefdirigent das Orchester.

## Geschichte

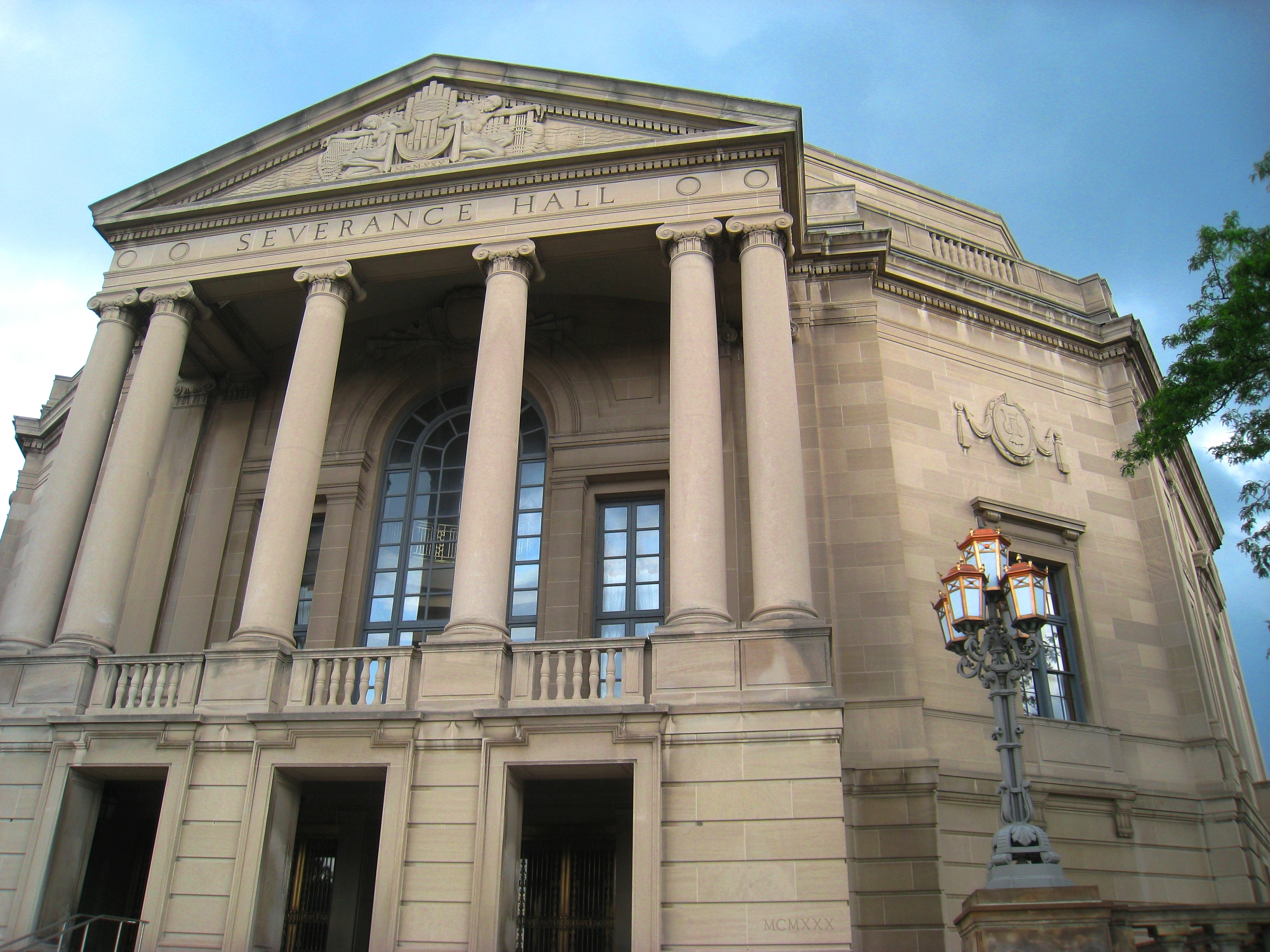
Severance Hall

Das Cleveland Orchestra wurde 1918 von Adella Prentiss Hughes gegründet; Nikolai Sokoloff war der erste Chefdirigent (Music Director). Als Geburtsstunde gilt ein Benefizkonzert am 11. Dezember 1918 für die Kirche St. Ann's Parish in Cleveland Heights. In den 1920er Jahren kam das Orchester durch Tourneen in Ohio, der Ostküste der USA, Kanada und Kuba zu größerer Bekanntheit. Konzerte in Cleveland selbst fanden zunächst im Masonic Auditorium und im Public Auditorium statt. Im Jahr 1931 wurde mit Severance Hall ein eigener Konzertsaal gebaut.
In den Jahren 1946–1970, als George Szell Chefdirigent war, erlangte das Orchester seine heutige Bekanntheit. Szell erneuerte das Cleveland Orchestra nach seinen Vorstellungen und stellte dabei sehr hohe Ansprüche an die Musiker. Wer zu viele Fehler machte oder seine Autorität hinterfragte, wurde gefeuert. Viele Geschichten handeln von Szells strengem, autokratischen Stil, besonders seine Probenarbeit war gefürchtet. Bekannt geworden ist sein Ausspruch: The Cleveland Orchestra gives seven concerts a week and the public is invited to two. (Das Cleveland Orchestra gibt sieben Konzerte pro Woche, das Publikum ist [nur] zu zweien eingeladen). Angeblich gab Szell sogar dem Putzpersonal in Severance Hall genaueste Vorgaben, wie der Boden zu wischen sei und welches Toilettenpapier gekauft werden müsse.
Doch nicht zuletzt Szells strenge Arbeitsweise führte das Cleveland Orchestra von regionaler Bekanntheit zu weltweitem Ruhm. Ende der 1950er war das Orchester bereits auf vielen nationalen und internationalen Tourneen gewesen und bekannt für Präzision und hohen Standard. Szells Einfluss hat sich noch lange nach seinem Tod fortgesetzt.
In einer Interimsphase 1970–1972 übernahm Pierre Boulez die Leitung des Orchesters, ehe Lorin Maazel als neuer Chefdirigent feststand. In den 1990ern kehrte Boulez immer wieder nach Cleveland zurück, um für die Deutsche Grammophon Aufnahmen zu tätigen. Lorin Maazel und Christoph von Dohnányi, die als Chefdirigenten folgten, führten das Orchester weiterhin auf internationale Tourneen und veröffentlichten zahlreiche Aufzeichnungen. Unter Christoph von Dohnányi ist das Cleveland Orchestra 1992 als erstes amerikanisches Orchester bei den Salzburger Festspielen aufgetreten.
Franz Welser-Möst ist seit 2002 als Chefdirigent tätig, sein aktueller Vertrag läuft bis 2027.
Zusätzlich zu den Aufnahmen mit seinen Chefdirigenten veröffentlichte das Orchester auch Aufzeichnungen mit Wladimir Aschkenasi, Oliver Knussen, Kurt Sanderling, Yoel Levi, Riccardo Chailly, Michael Tilson Thomas und Louis Lane, welcher lange stellvertretender Chefdirigent unter George Szell war. Weitere stellvertretende Dirigenten des Orchesters waren James Levine, Alan Gilbert, James Judd und Michael Stern. Im März 1937 wurde Artur Rodziński wegen eines Gastdirigats bei den New Yorker Philharmonikern kurzzeitig für zwei Wochen von dem aus Istanbul stammenden deutschen Dirigenten Hans Lange vertreten.

## Auftrittsorte
Cleveland ist die kleinste Stadt, die ein Big Five-Orchester beherbergt. Die anderen befinden sich in Boston, New York, Philadelphia und Chicago. Allerdings genießen Musiker in der Stadt ein hohes Ansehen und werden oft als lokale Berühmtheiten behandelt. In den 1960er Jahren war es beispielsweise unter Fans üblich, das von einer Tour heimkehrende Orchester am Flughafen jubelnd zu empfangen.
Das Orchester tritt zurzeit vor allem in zwei Sälen auf: dem Masonic Auditorium und der Severance Hall. Als „Summer Home“ dient das Blossom Music Center in Cuyahoga Falls, wo während des Blossom Festivals eine Reihe von Sommerkonzerten gespielt werden.
Weitere häufig besuchte Auftrittsorte sind Luzern, Wien, New York und Miami.

## Chefdirigenten
- 1918–1933 Nikolai Sokoloff
- 1933–1943 Artur Rodziński
- 1943–1944 Erich Leinsdorf
- 1946–1970 George Szell
- 1970–1972 Pierre Boulez (als Musical advisor)
- 1972–1982 Lorin Maazel
- 1984–2002 Christoph von Dohnányi
- 2002–heute Franz Welser-Möst